# Zelów (comune rurale)
Zelów è un comune urbano-rurale polacco del distretto di Bełchatów, nel voivodato di Łódź nella Polonia centrale. La sua sede è nella città di Zelów che si trova a circa 16 Km a nord-ovest di Bełchatów e a 40 Km a sud-ovest di Łódź.
Il comune rurale ricopre una superficie di 168,21 km² e nel 2006 contava 15.315 abitanti (di cui 8.173 solo nella città di Zelów).